# Organofosforchemie
In de organofosforchemie worden chemische verbindingen bestudeerd waarin een directe binding tussen koolstof en fosfor aanwezig is. Fosfor is het tweede lid van de stikstofgroep van het periodiek systeem en er zijn dus zekere overeenkomsten tussen de stikstofverbindingen en verbindingen met fosfor op dezelfde plaats als stikstof. De organische fosfaten en fosfieten vallen strikt genomen niet onder de organofosforchemie, want daarin ontbreekt de directe fosfor-koolstofbinding. De verbindingen worden vooral toegepast als biocide ter vervanging van de chloorkoolwaterstoffen die nog zeer lang na het actieve gebruik in het milieu aanwezig  blijven.
De definitie van organofosforverbinding is een beetje variabel en afhankelijk van het studiegebied, wat bij interdisciplinair contact tot verwarring aanleiding kan geven. In de chemische techniek en de milieuchemie is het voldoende als een stof zowel een fosforatoom als een organisch deel bevat, de directe koolstof-fosforbinding is niet noodzakelijk: veel pesticiden worden op die manier als organofosforverbinding beschouwd. Malathion en parathion zijn voorbeelden van dergelijke "organofosforverbindingen".
Van fosfor zijn verschillende oxidatietoestanden bekend: vooral fosfor(V) en fosfor(III) komen voor. In een eenduidige, maar zelden gebruikte notatie wordt de bindingstoestand rond fosfor beschreven via het coördinatiegetal δ en de valentie λ. In dit systeem wordt een fosfine aangeduid als een δ3λ3-verbinding.

## Organische verbindingen met fosfor(V)

### Fosfonzuur, fosfinezuur en derivaten
Fosfonaten zijn de esters van fosfonzuren, verbindingen met één directe koolstof-fosforbinding. De algemene formule is RP(=O)(OR')2. Voor fosfonaten bestaat een groot aantal technische toepassingen. Een bekend lid van deze groep verbindingen is glyfosaat, een herbicide dat bekender is onder de merknaam RoundUp. Bisfosfonaten worden als geneesmiddel toegepast in de behandeling van osteoporose. Het zenuwgas sarin, met zowel koolstof-fosfor- als fluor-fosforbindingen is ook een fosfonaat. Fosfonzuren zijn sterke zuren: in waterige oplossing zijn ze altijd als fosfonaat aanwezig.
In de fosfinaten treden twee directe koolstof-fosforbindingen op, de algemene formule is R2P(=O)(OR'). Een commercieel belangrijke vertegenwoordiger van deze verbindingen is glufosinaat. De verbinding is als herbicide vergelijkbaar met het eerder genoemde glyfosaat. De structuur kan beschreven worden met CH3P(O)(OH)CH2CH2CH(NH2)CO2H.

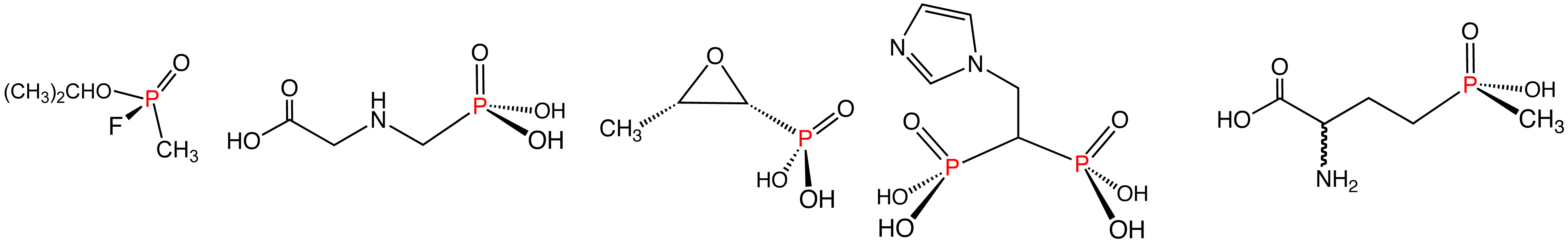
Een aantal bekende voorbeelden van fosfonaten en fosfinaten: sarin (fosfonaat), glyfosaat (fosfonaat), fosfomycine (fosfonaat), zoledroninezuur (fosfonaat) en glufosinaat (fosfinaat).

De voornaamste syntheseroute naar deze verbindingen is de Michaelis-Arboezov-reactie. Zo ontstaat dimethylmethylfosfonaat in de door methyljodide gekatalyseerde omlegging van trimethylfosfiet. In de Horner-Wadsworth-Emmons-reactie en de Seyferth–Gilbert homologatie worden fosfonaten ingezet in een reactie met carbonylverbindingen. De Kabachnik-Fields-reactie is een methode om aminofosfonaten te synthetiseren.
In fosfon- en fosfine-esters treedt een zeer inerte binding op tussen koolstof en fosfor. De hydrolyse van de verbindingen geeft fosfon- en fosfinezuren en geen fosfaten.

### Fosfaatesters en fosfaatamiden
Fosfaatesters hebben de algemene structuur P(=O)(OR)3. Chemisch gezien vormen ze, ondanks het spraakgebruik in sommige takken van onderzoek, geen deel van de organofosforverbindingen. Technisch zijn ze belangrijk als biocides, vlamvertragers en weekmakers. Het dipolair aprotisch oplosmiddel hexamethylfosfortriamide (HMPA) is een voorbeeld van de fosfaatamiden.

### Fosfineoxiden, imiden en verwante verbindingen
Fosfineoxiden, in de δλ-notatie beschreven als δ4λ5, hebben de algemene formule R3P=O, en het formele oxidatiegetal (V). Fosfineoxiden kunnen waterstofbruggen vormen waardoor sommige van de stoffen goed in water oplossen. De P=O binding is sterk polair met een dipoolmoment van 4,51 D (in trifenylfosfineoxide).
Verbindingen die structureel verwant zijn aan de fosfineoxiden zijn de imiden (R3PNR') en de andere chalcogenides (R3PE, met E = S, Se, Te). Deze verbindingen vallen onder de thermisch meest stabiele organofosforverbindingen, maar praktische toepassingen voor deze verbindingen zijn er weinig.

### Fosfoniumzouten en fosforanen
Verbindingen met de algemene formule [PR4+] X− worden fosfoniumzouten genoemd. De structuur is tetraëdrisch rond fosfor dat zelf vijfwaardig is. Vanuit commercieel oogpunt is tetrakis(hydroxymethyl)fosfoniumchloride [P(CH2OH)4]Cl de belangrijkste vertegenwoordiger. De stof wordt toegepast als vlamvertrager in textiel. Jaarlijks ligt de productie van het chloride en het verwante sulfaat op ongeveer 2M kg. De fosfoniumzouten worden bereid uit de fosfines met formaldehyde in aanwezigheid van minerale zuren:
PH3 + HX + 4 CH2O → [P(CH2OH)4+]X−
Een grote verscheidenheid aan fosfoniumzouten kan verkregen worden via de alkylering of arylering van organische fosfines:
PR3 + R'X → [PR3R'+]X−
De methylering van trifenylfosfine is de eerste stap in de synthese van het klassieke wittig-reagens.

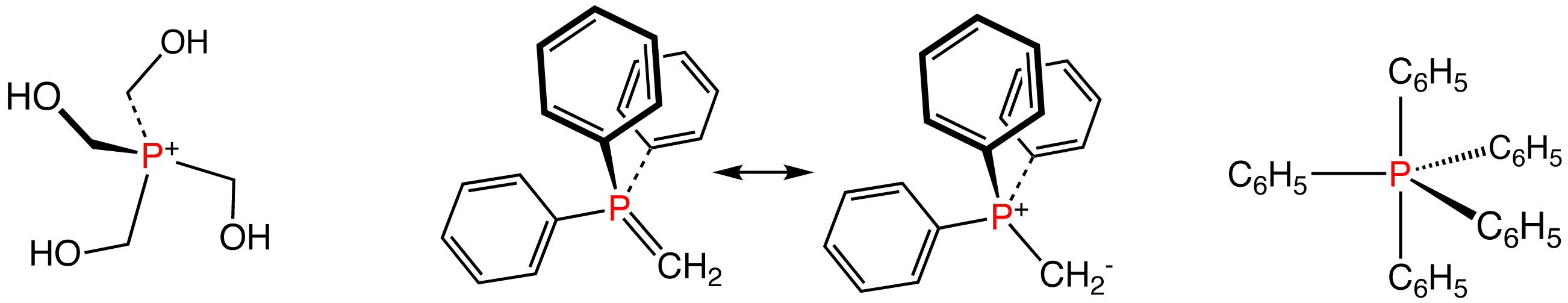
Enkele voorbeelden van fosfor(V)verbindingen: het fosfoniumion P(CH_{2}OH)_{4}^{+}, twee resonantiestructuren voor het Wittig-reagens Ph_{3}PCH_{2} en pentafenylfosforaan, een zeldzame verbinding waarin fosfor vijf liganden heeft.

De stamverbinding van de fosforanen (δ5λ5) is PH5, deze stof is (2011) nog niet beschreven. Derivaten met organische substituenten en/of halogenen zijn wel goed beschreven, hoewel de verbindingen met alleen maar organische liganden zeldzaam zijn. Pentafenylfosforaan, P(C6H5)5 is echter beschreven. De stof kan bereid worden in een reactie tussen een tetrafenylfosfoniumzout, P(C6H5)4+X− en fenyllithium.
Fosforyliden zijn onverzadigde fosforanen, bekend onder de naam Wittig-reagentia, bijvoorbeeld CH2P(C6H5)3. In de verbindingen is tetraëdrisch fosfor(V) aanwezig, en ze worden als verwant aan fosfineoxiden beschouwd. De synthese verloopt via het deprotoneren van fosfoniumzouten.

## Organofosfor(III)verbindingen - voornaamste groepen

### Fosfieten, fosfonieten en fosfinieten
Fosfieten, soms ook aangeduid als fosfietesters, hebben als algemene formule P(OR)3, fosfor heeft hier het oxidatiegetal +3. Strikt genomen vallen de fosfieten niet onder de organofosforchemie. De verbindingen ontstaan in de alcoholyse van fosfortrichloride:
PCl3 + 3 ROH → P(OR)3 + 3 HCl
Dit is een algemene reactie, het gevolg is dat er een groot aantal fosfietesters bekend is. Het toepassingsgebied van deze esters ligt in de Perkow- en de Michaelis-Arboezov-reactie. Ze worden ook toegepast als liganden in de organometaalchemie.
Tussen de fosfieten en de fosfines staan de fosfonieten (P(OR)2R') en fosfinieten (P(OR)R'2). De synthese verloopt via de alcoholyse van de overeenkomstige chloriden, PCl2R' en PClR'2.

### Fosfines
De stamverbinding van de fosfines is fosfine, PH3, de IUPACnaam is fosfaan. Vervanging van een of meer waterstofatomen door een organische rest, alkyl of aryl, geeft PH3−xRx, een organisch fosfine. De toevoeging "organisch" wordt meestal achterwege gelaten.

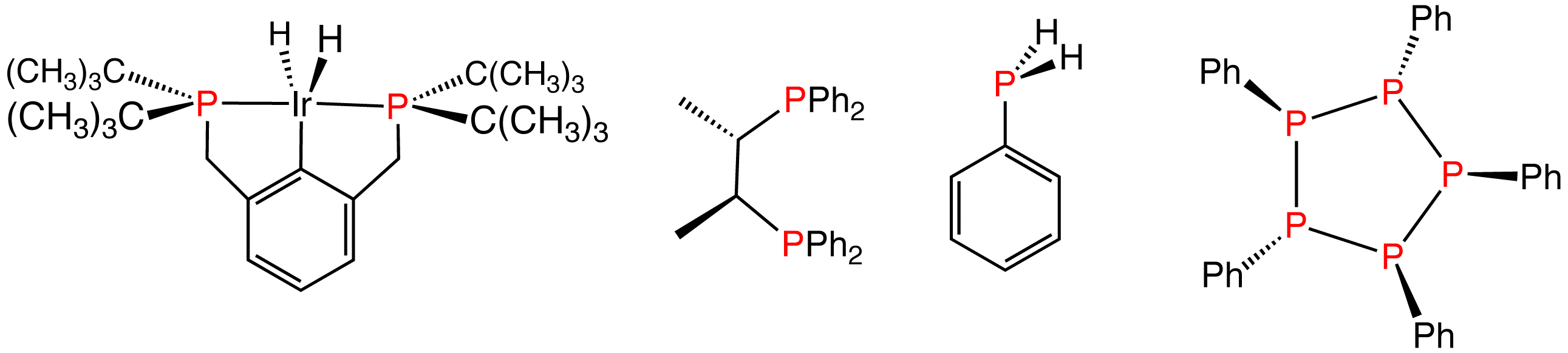
Verschillende organische (poly)fosfines: een complex van een tweewaardig organisch ligand, een chiraal difosfine dat als homogene katalysator wordt toegepast, het primaire fosfine PhPH_{2} en een fosfor(I)verbinding (PPh)_{5}.

.

#### Vergelijking tussen fosfines en amines
Het formele oxidatiegetal van fosfor is in de fosfines −3 (δ3λ3) en ze kunnen beschouwd worden als de fosforanaloga van de amines.

##### Bindingshoek
Net als de amines hebben fosfines een moleculaire trigonale piramidegeometrie hoewel vaak met kleinere C-E-C hoeken (E = N, P). Dit laatste is vooral het geval als sterische effecten geen rol spelen. De C-P-C bindingshoek is 98,6° in trimethylfosfine, wat oploopt tot 109,7° als de methylgroepen door tert-butylgroepen vervangen worden. In liganden wordt de ruimte-eis van tertiaire fosfines uitgedrukt in de kegelhoek.

##### Optische isomeren
De barrière voor inversie is in fosfines veel hoger dan in amines. Amines met drie verschillende substituenten - en het vrije elektronenpaar als vierde - voldoen in principe aan de eis voor het optreden van optische isomerie. Door de lage barrière voor de stikstofinversie is het niet mogelijk de twee verschillende vormen te isoleren. In de vergelijkbare fosfines is het wel mogelijk de R- en S-vorm van elkaar te scheiden en in optische zuivere vorm te bestuderen.

##### Zuur-base-eigenschappen
Fosfines zijn meestal minder basisch, of sterker zuur, dan de overeenkomstige amines. Het fosfonium-ion heeft een pKz van −14, zeer veel lager in vergelijking met de 9,21 voor het ammonium-ion. Trimethylfosfonium bezit een pKa van 8,65, aan de lage kant in vergelijking met 9,76 voor trimethylamine. Een uitzondering wordt gevormd door trifenylfosfine (pKa = 2,73), dat juist basischer is dan trifenylamine (pKa = −5). Dit laatste kan voornamelijk toegeschreven worden aan het feit dat in het amine het vrije elektronenpaar deels gedelokaliseerd kan worden in de drie fenylringen, iets dat in het overeenkomstig fosfine niet optreedt. In de fosfines is het vrije elektronenpaar dus meer beschikbaar om een waterstofion te binden. Iets vergelijkbaars treedt op bij pyrrool en fosfool: in de stikstofverbinding is het vrije elektronenpaar in de ring gedelokaliseerd, in de fosforverbinding niet.

##### Nucleofiel
Als nucleofiel zijn de amines en fosfines vergelijkbaar. Fosfoniumzouten met de algemene formule PR4+X− worden makkelijk gevormd. Van deze eigenschap wordt gebruikgemaakt in de appelreactie in de omzetting van alcoholen in alkylhalogeniden.

##### Oxiden
Fosfines worden makkelijk geoxideerd tot de overeenkomstige fosfineoxides, terwijl de amineoxiden veel moeilijker te bereiden zijn. De lage drempel voor oxidatie is de voornaamste reden voor het kleine aantal fosfines dat in de natuur gevonden wordt.

#### Synthese
Vanuit commercieel oogpunt bekeken is trifenylfosfine, met een jaarproductie van verschillende miljoenen tonnen, veruit het belangrijkste fosfine. De stof ontstaat in de reactie tussen chloorbenzeen, PCl3 en natrium. Fosfines met speciale functionaliteit worden doorgaans via andere routes gesynthetiseerd. Fosforhalogeniden reageren via een nucleofiele substitutie met organometaalverbindingen zoals Grignard reagentia. Omgekeerd wordt in een aantal syntheses gebruikgemaakt van een fosfide-anion-equivalent ("R2P−") in een nucleofiele substitutie van aryl- en alkylhalogeniden. Primaire (RPH2) en secondaire fosfines (RR'PH en R2PH) adderen aan alkenen in aanwezigheid van sterke basen (bijvoorbeeld KOH in DMSO). De additie verloopt volgens de regel van Markovnikov. Met elektron-arme alkenen, zoals derivaten van acrylonitril en alkynen is de base niet noodzakelijk.
Als vrije radicalen een rol spelen in de reactie kan de fosfor-waterstofbinding van primaire en secondaire fosfines over de dubbele band van alkenen adderen, hierbij ontstaan respectievelijk secondaire en tertiaire fosfines. Dergelijke reacties verlopen anti-Markovnikov. AIBN of organische peroxiden worden als initiator gebruikt. Tertiaire fosfineoxiden en sulfiden kunnen onder andere met behulp van silylchloriden gereduceerd worden.

#### Reacties
De voornaamste reacties van de fosfines hebben betrekking op de basische en nucleofiele eigenschappen. Dat laatste blijkt duidelijk uit de reacties met alkylhalogeniden waarbij fosfoniumzouten ontstaan. Fosfines treden op als nucleofiele katalysator in de dimerisatie van enonen, zoals de Rauhut–Currier-reactie.
Fosfines kunnen ook optreden als reductor, zoals in de Staudinger-reactie waarin aziden tot amines gereduceerd worden, en de Mitsunobu-reactie die wordt toegepast om alcoholen om te zetten in esters. In al deze reacties wordt het fosfine omgezet in het fosfineoxide. Ook geactiveerde carbonylgroepen kunnen met fosfines gereduceerd worden: α-keto-esters worden bijvoorbeeld tot de α-hydroxy ester omgezet (zie onderstaand reactieschema). In het voorgestelde reactiemechanisme wordt eerst een proton van een van de methylgroepen "geleend", in de laatste reactiestap worden de atomen van een molecuul water verdeeld over het zuurstofatoom dat het fosforatoom aan de rest van het molecuul bindt, de methyleengroep en het fosforatoom, dat tot fosfineoxide wordt omgezet. Het gebruik van een van de methylwaterstofatomen wordt ondersteund door het feit dat de reactie met trifenylfosfine niet verloopt.

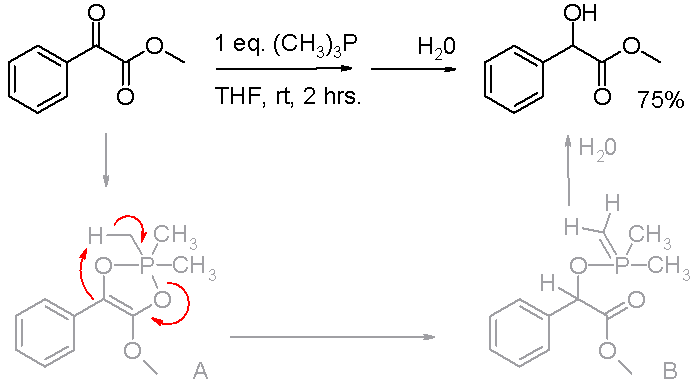
Reductie van geactiveerde carbonylgroepen door alkylfosfines

#### Fosfine liganden
In de anorganische chemie spelen fosfines een belangrijke rol als liganden. Vooral in asymmetrische syntheses blijken chirale difosfines als BINAP en DIPAMP belangrijke hulpmiddelen. Vaak worden (di)fosfineliganden gezamenlijk aangeduid als ""fos-liganden (engels: Phos ligands).
| sFos                               | sFhos    | SPANfos | SPANfos |
| SEGfos                             | SEGfos   | Trifos  | Trifos  |
| Xantfos                            | Xantfos  | XFos    | Xfos    |
| Chirafos                           | Chirafos | duFos   | Dufos   |
| Enkele veel gebruikte fos-liganden |          |         |         |

#### Primaire en secondaire fosfines
Primaire en secondaire fosfines worden doorgaans gesynthetiseerd door reductie van de overeenkomstige fosforhalogeniden of esters. Zo worden fosfonaten relatief makkelijk omgezet in primaire fosfines.

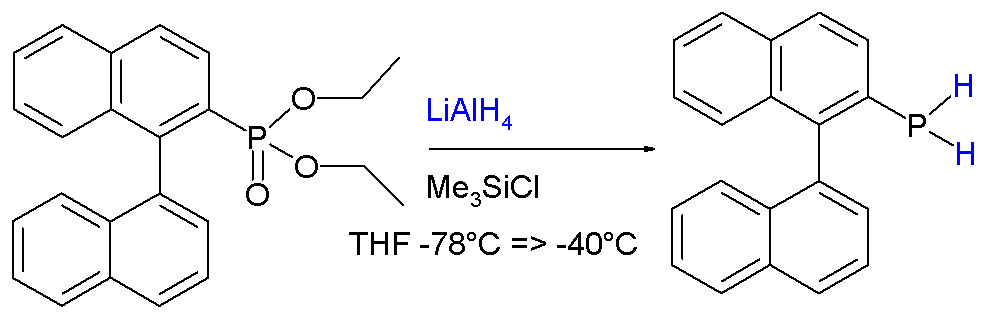
Voorbeeld van de reductie van een fosfonaat tot een primair fosfine.

Naast de algemene reacties van fosfines vertonen de primaire en secondaire fosfines ook reactiviteit die samenhangt met de aanwezigheid van de fosfor-waterstofbinding. Fosfines zijn relatief zuur, dus wordt het proton door sterke basen aan het fosfine onttrokken, waardoor fosfiden ontstaan.

### Fosfa-alkenen en fosfa-alkynen
Verbindingen waarin een driewaardig fosforatoom via een meervoudige binding aan koolstof gekoppeld is worden fosfa-alkenen (R2C=PR) en fosfa-alkynen (RC≡P) genoemd. Hoewel de structuur vergelijkbaar is met de imines (R2C=NR) en nitrilen (RC≡N) is hun reactiviteit dat niet. Een voorbeeld van een dubbele binding tussen koolstof en fosfor wordt aangetroffen in fosforine, een benzeenderivaat waarin een koolstof-waterstofeenheid ('van' ?) vervangen is door een fosforatoom.
Moleculen met dergelijke structuurelementen zijn betrekkelijk zeldzaam, maar daarom voor researchdoeleinden wel interessanter. Een algemene syntheseroute naar de fosfa-alkenen verloopt via een 1,2-eliminatie van geschikte uitgangsstoffen. De reactie wordt thermisch gestart, of met behulp van base uitgevoerd (DBU, DABCO of tri-ethylamine):
Thermolyse van Me2PH leidt tot CH2=PMe, een als vloeistof instabiele verbinding.

## Organofosfor(0), (I) en (II)verbindingen
Organische verbindingen waarin fosfor een lagere formele valentie heeft dan drie komen niet veel voor, maar in elke groep zijn een aantal voorbeelden bekend.
Organofosfor(0) verbindingen worden aangetroffen in de carbeen-adducten [P(NHC)]2, waarin NHC een N-heterocyclisch carbeen is.
Organofosfor(I)- (met formule: (RP)n ) en organofosfor(II)-verbindingen (formule: (R2P)2) ontstaan door de reductie van de overeenkomstige organofosfor(III)chloriden:
5 PhPCl2 + 5 Mg → (PhP)5 + 5 MgCl2
2 Ph2PCl + Mg → Ph2P-PPh2 + MgCl2
In difosfenen, met de formule R2P2 (of R-P=P-R), treedt een formele dubbele binding op tussen de twee fosforatomen. Deze fosfor(I)verbindingen zijn zeldzaam, maar stabiel op voorwaarde dat de substituenten groot genoeg zijn om catenatie te voorkomen.
Naast de polyfosforverbindingen waarin fosfor slechts één formele oxidatietoestand heeft zijn er ook een aantal verbindingen bekend waarin de fosforatomen verschillende oxidatiegetallen hebben, zoals in de kooiverbinding P7(CH3)3.